# Инега
Инега — деревня в Островском районе Костромской области России. Входит в состав Островского сельского поселения.

## География
Деревня находится в южной части Костромской области, в подзоне южной тайги, на левом берегу реки Меры, вблизи места впадения в неё реки Инешки, на расстоянии приблизительно 8 километров (по прямой) к северо-западу от посёлка Островского, административного центра района. Абсолютная высота — 134 метра над уровнем моря.

### Климат
Климат характеризуется как умеренно континентальный, с продолжительной многоснежной зимой и относительно коротким тёплым летом. Среднегодовая температура воздуха — 3,1 °C. Средняя температура воздуха самого холодного месяца (января) — −11,8 °C (абсолютный минимум — −46 °C); самого тёплого месяца (июля) — 17,6 °C (абсолютный максимум — 37 °С). Безморозный период длится 131 день. Годовое количество атмосферных осадков составляет 593 мм, из которых большая часть выпадает в тёплый период. Снежный покров устанавливается в третьей декаде ноября и держится в течение 149 дней.

### Часовой пояс
Деревня Инега, как и вся Костромская область, находится в часовой зоне МСК (московское время). Смещение применяемого времени относительно UTC составляет +3:00.

## Население
| 2008 | 2010 | 2014 |
| ---- | ---- | ---- |
| 16   | ↘13  | ↗20  |

### Национальный состав
Согласно результатам переписи 2002 года, в национальной структуре населения русские составляли 100 % из 25 чел.